# ديفيد ستورل
ديفيد ستورل (بالألمانية: David Storl) مواليد 27 يوليو 1990 في روخليتس، ألمانيا، هو رياضي في سباقات المضمار والميدان متخصص في دفع الجلة. أفضل رقم شخصي له هو 22.20 متر. حقق ميداليات ذهبية في بطولة أوروبا لألعاب القوى، بطولة العالم للشباب لألعاب القوى وبطولة العالم للناشئين لألعاب القوى. فاز بجائزة أفضل لاعب قوى في أوروبا في سنة 2011.

## الإنجازات
| العام        | المسابقة                                      | المكان       | المركز       | حدث              | ملاحظة       |
| يمثل ألمانيا | يمثل ألمانيا                                  | يمثل ألمانيا | يمثل ألمانيا | يمثل ألمانيا     | يمثل ألمانيا |
| ------------ | --------------------------------------------- | ------------ | ------------ | ---------------- | ------------ |
| 2007         | بطولة العالم للشباب لألعاب القوى 2007         | أوسترافا     | 1            | دفع الجلة (5 كج) | 21.40 م      |
| 2008         | بطولة العالم للناشئين لألعاب القوى 2008       | بيدغوشتش     | 1            | دفع الجلة (6 كج) | 21.08 م      |
| 2009         | بطولة أوروبا لألعاب القوى للناشئين 2009       | نوفي ساد     | 1            | دفع الجلة (6 كج) | 22.40 م      |
| 2009         | بطولة العالم لألعاب القوى 2009                | برلين        | 27           | دفع الجلة        | 19.19 م      |
| 2010         | بطولة العالم لألعاب القوى داخل الصالات 2010   | الدوحة       | 7            | دفع الجلة        | 20.40 م      |
| 2010         | بطولة أوروبا لألعاب القوى 2010                | برشلونة      | 4            | دفع الجلة        | 20.57 م      |
| 2011         | بطولة أوروبا لألعاب القوى داخل الصالات 2011   | باريس        | 2            | دفع الجلة        | 20.75 م      |
| 2011         | بطولة أوروبا لألعاب القوى تحت 23 سنة 2011     | أوسترافا     | 1            | دفع الجلة        | 20.45 م      |
| 2011         | بطولة العالم لألعاب القوى 2011                | دايغو        | 1            | دفع الجلة        | 21.78 م      |
| 2012         | بطولة العالم لألعاب القوى داخل الصالات 2012   | إسطنبول      | 2            | دفع الجلة        | 21.88 م      |
| 2012         | بطولة أوروبا لألعاب القوى 2012                | هلسنكي       | 1            | دفع الجلة        | 21.58 م      |
| 2012         | ألعاب القوى في الألعاب الأولمبية الصيفية 2012 | لندن         | 2            | دفع الجلة        | 21.86 م      |
| 2013         | بطولة العالم لألعاب القوى 2013                | موسكو، روسيا | 1            | دفع الجلة        | 21.73 م      |
| 2014         | بطولة العالم لألعاب القوى داخل الصالات 2014   | سوبوت        | 2            | دفع الجلة        | 21.79 م      |
| 2014         | بطولة أوروبا لألعاب القوى 2014                | زيورخ        | 1            | دفع الجلة        | 21.41 م      |
| 2015         | بطولة أوروبا لألعاب القوى داخل الصالات 2015   | براغ         | 1            | دفع الجلة        | 21.23 م      |
| 2015         | بطولة العالم لألعاب القوى 2015                | بكين، الصين  | 2            | دفع الجلة        | 21.74 م      |

## روابط خارجية
- ديفيد ستورل على موقع الاتحاد الدولي لألعاب القوى (الإنجليزية)
- ديفيد ستورل على موقع الاتحاد الأوروبي لألعاب القوى (الإنجليزية)
- ديفيد ستورل على موقع الاتحاد الألماني لألعاب القوى (الألمانية)
- ديفيد ستورل على موقع الدوري الماسي (الإنجليزية)
- ديفيد ستورل على موقع اللجنة الأولمبية الدولية (الإنجليزية)
- ديفيد ستورل على موقع أوليمبيديا (الإنجليزية)
- ديفيد ستورل على موقع اللجنة الأولمبية الألمانية (الألمانية)